# Bligny (Marne)
Bligny is een gemeente in het Franse departement Marne (regio Grand Est) en telt 107 inwoners (2009). De plaats maakt deel uit van het arrondissement Reims.

## Geografie
De oppervlakte van Bligny bedraagt 2,6 km², de bevolkingsdichtheid is dus 41,2 inwoners per km².
De onderstaande kaart toont de ligging van Bligny (Marne) met de belangrijkste infrastructuur en aangrenzende gemeenten.

## Demografie
Onderstaande figuur toont het verloop van het inwonertal (bron: INSEE-tellingen).